# Foro occipitale

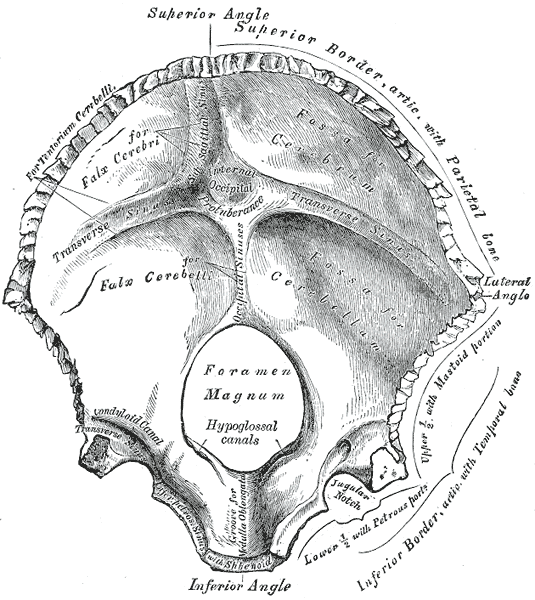
Immagine di osso occipitale, è ben visibile il forame magno

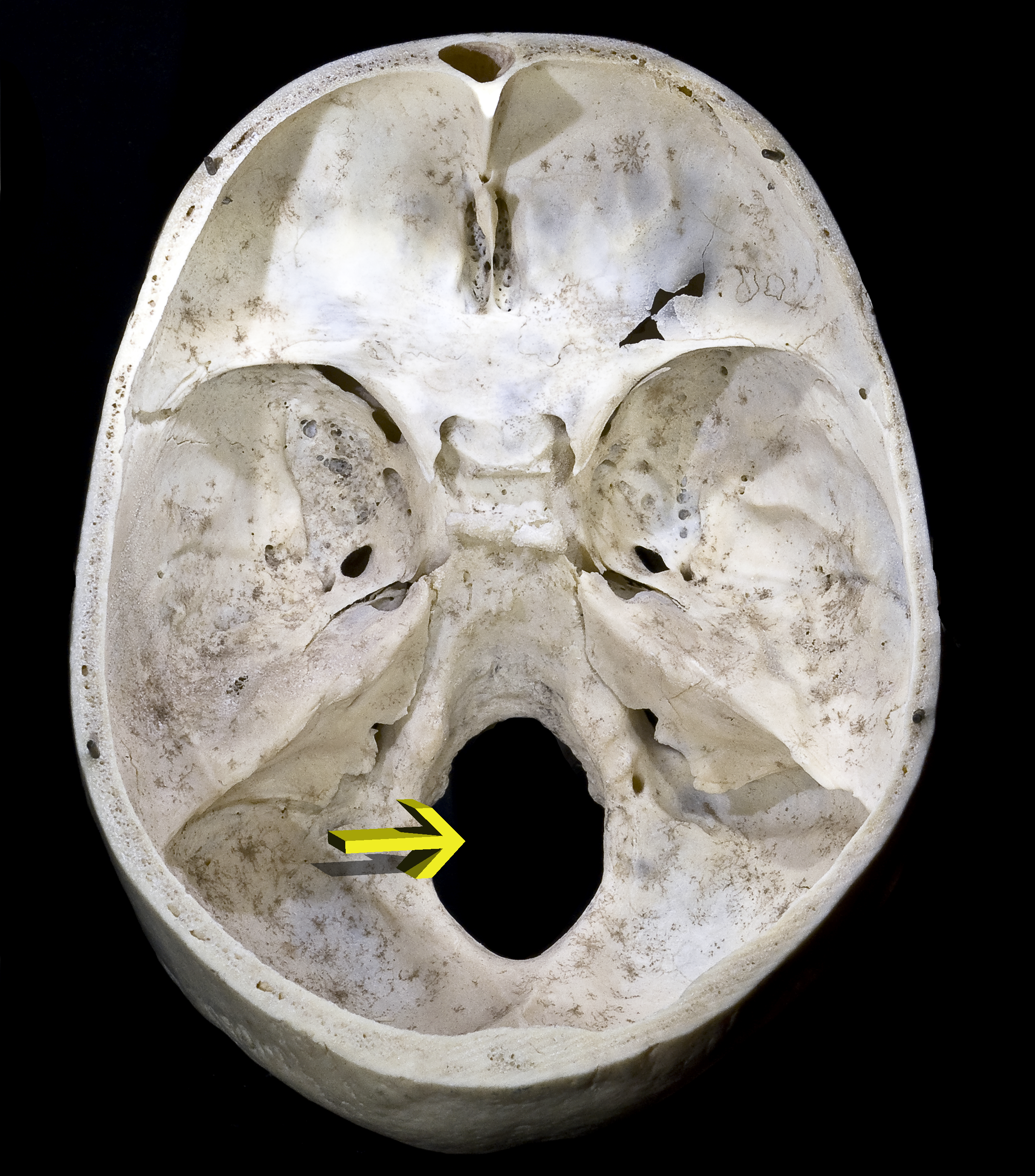
Foramen magnum

Il foro occipitale o forame magno è un foro che si apre nella superficie inferiore dell'osso occipitale alla base della scatola cranica e che mette in comunicazione la cavità cranica con il canale vertebrale.
Dal foro occipitale fuoriesce il midollo allungato per estendersi nel canale vertebrale e per svilupparsi in midollo spinale.
Trovano inoltre passaggio le arterie vertebrali e le arterie spinali anteriore e posteriore.
In paleontologia da tempo si discute se la posizione del forame, più o meno allineato alla colonna vertebrale, sia una caratteristica propria delle specie bipedi.